# Qagan Nur (sjö i Kina, lat 41,46, long 113,91)
Qagan Nur (kinesiska: 察汗淖) är en sjö i Kina. Den ligger i den nordöstra delen av landet, 270 km nordväst om huvudstaden Peking. Qagan Nur ligger 1 272 meter över havet. Arean är 42 kvadratkilometer. Trakten runt Qagan Nur består i huvudsak av gräsmarker. Den sträcker sig 10,5 kilometer i nord-sydlig riktning, och 11,2 kilometer i öst-västlig riktning.